# Letzigrund Stadion
Letzigrund Stadion – stadion w Szwajcarii, w Zurychu. Może pomieścić 30 tys. kibiców. Otworzono go 22 lutego 1925 roku. Ostatnia modernizacja miała miejsce latach 2005–2007. Na stadionie swoje mecze rozgrywa klub FC Zürich oraz Grasshopper Club Zürich. Był jedną z aren Euro 2008. Letzigrund Stadion rokrocznie jest gospodarzem mityngu lekkoatletycznego Weltklasse Zürich. W 2014 roku obiekt gościł lekkoatletyczne mistrzostwa Europy.